# Nigidius acutangulus
Nigidius acutangulus is een keversoort uit de familie vliegende herten (Lucanidae). De wetenschappelijke naam van de soort is voor het eerst geldig gepubliceerd in 1917 door Heller.